# Episodi di Push, Nevada
La prima e unica stagione della serie televisiva Push, Nevada è stata trasmessa in prima visione negli Stati Uniti sulla ABC dal 17 settembre al 24 ottobre 2002. Originariamente composta da 13 episodi, è stata cancellata per via dei bassi ascolti dopo i primi 7, lasciando quindi inediti i rimanenti 6.
In Italia è inedita.
| nº | Titolo originale      | Titolo italiano | Prima TV USA      | Prima TV Italia |
| -- | --------------------- | --------------- | ----------------- | --------------- |
| 1  | The Amount            |                 | 17 settembre 2002 |                 |
| 2  | The Black Box         |                 | 19 settembre 2002 |                 |
| 3  | The Color of...       |                 | 26 settembre 2002 |                 |
| 4  | Storybook Hero        |                 | 3 ottobre 2002    |                 |
| 5  | The Letter of the Law |                 | 10 ottobre 2002   |                 |
| 6  | ···---···             |                 | 17 ottobre 2002   |                 |
| 7  | Jim's Domain          |                 | 24 ottobre 2002   |                 |

## The Amount
- Diretto da: John McNaughton
- Scritto da: Ben Affleck e Sean Bailey

### Trama
- Guest star: Jon Polito (Silas Bodnick), Melora Walters (Grace), Conchata Ferrell (Martha), Tom Towles (BRB), Daniel Sauli (sicario), Armand Assante (Mr. Smooth).
- Ascolti USA: telespettatori 4 200 000 – rating/share 18-49 anni 11%[4]

## The Black Box
- Diretto da: Charles McDougall
- Scritto da: Ben Affleck e Sean Bailey

### Trama
- Special guest star: Melora Walters (Grace)
- Guest star: Joel Bissonnette (artista), Abby Brammell (Darlene Prufrock), W. Earl Brown (Shadrach), Steven Culp (uomo elegante), Conchata Ferrell (Martha), Tom Gallop (uomo elegante), Eric Allan Kramer (Sceriffo Gaines), Jim Ortlieb (dirigente dei quadri intermedi), James Patrick Stuart (uomo elegante), Michael Cavanaugh (invalido), Kevin Crowley (Al Prufrock), Jacob Smith (Jim da bambino), Monty Bane (Caleb Moore), Josh Todd (Job), Tom Towles (BRB), Raymond J. Barry (Dwight Sloman), Liz Vassey (Dawn Mitchell).
- Ascolti USA: telespettatori 2 400 000 – rating/share 18-49 anni 6%[5]

## The Color of...
- Diretto da: Davis Guggenheim
- Scritto da: James D. Parriott

### Trama
- Special guest star: Melora Walters (Grace)
- Guest star: Alexondra Lee (Delilah), Abby Brammell (Darlene Prufrock), Joel Bissonnette (artista), W. Earl Brown (Shadrach), Steven Culp (uomo elegante), Conchata Ferrell (Martha), Tom Gallop (uomo elegante), Eric Allan Kramer (Sceriffo Gaines), Jim Ortlieb (dirigente dei quadri intermedi), James Patrick Stuart (uomo elegante), Larry Poindexter (uomo elegante), Kevin Crowley (Al Prufrock), Gary Grossman (Ira Glassman), Jacob Smith (Jim da bambino), Josh Todd (Job), Tom Towles (BRB), Raymond J. Barry (Dwight Sloman), Liz Vassey (Dawn Mitchell).
- Ascolti USA: telespettatori 1 200 000 – rating/share 18-49 anni 3%[6]

## Storybook Hero
- Diretto da: John Patterson
- Scritto da: Tom Garrigus

### Trama
- Special guest star: Melora Walters (Grace)
- Guest star: Alexondra Lee (Delilah), W. Earl Brown (Shadrach), Steven Culp (uomo elegante), Tom Gallop (uomo elegante), Eric Allan Kramer (Sceriffo Gaines), Nan Martin (Eunice Blackwell), Jim Ortlieb (dirigente dei quadri intermedi), Larry Poindexter (uomo elegante), Rick Worthy (Jamison Jones), Gary Grossman (Ira Glassman), Jonathan Schmock (Phineas Cobb), Jacob Smith (Jim da bambino), Mary Stein (Myrna), Tom Towles (BRB), Raymond J. Barry (Dwight Sloman), Liz Vassey (Dawn Mitchell).
- Ascolti USA: telespettatori 1 500 000 – rating/share 18-49 anni 3%[7]

## The Letter of the Law
- Diretto da: Lisa Cholodenko
- Scritto da: John Serge

### Trama
- Special guest star: Melora Walters (Grace)
- Guest star: Alexondra Lee (Delilah), W. Earl Brown (Shadrach), Steven Culp (uomo elegante), Conchata Ferrell (Martha), Tom Gallop (uomo elegante), Larry Poindexter (uomo elegante), Jacob Smith (Jim da bambino), Michael Cavanaugh (invalido), Kevin Crowley (Al Prufrock), Joel McKinnon Miller (Gene Lavelle), Ivar Brogger (direttore di banca), John Duerler (Dave), Elizabeth Storm (Jeanine da giovane), Raymond J. Barry (Dwight Sloman), Liz Vassey (Dawn Mitchell).

## ···---···
- Diretto da: Rodman Flender
- Scritto da: Tony Phelan e Joan Rater

### Trama
- Special guest star: Melora Walters (Grace)
- Guest star: W. Earl Brown (Shadrach), Steven Culp (uomo elegante), Conchata Ferrell (Martha), Tom Gallop (uomo elegante), Larry Poindexter (uomo elegante), Jacob Smith (Jim da bambino), Rick Worthy (Jamison Jones), Michael Cavanaugh (invalido), David Carey Foster (uomo elegante), Gary Grossman (Ira Glassman), Angee Hughes (impiegata ufficio postale), Patrick Thomas O'Brien (burocrate), Tom Towles (BRB), Wayne Wilderson (drone di ricerca), Scot Zeller (drone di ricerca), Raymond J. Barry (Dwight Sloman), Liz Vassey (Dawn Mitchell).
- Ascolti USA: telespettatori 1 100 000 – rating/share 18-49 anni 3%[8]

## Jim's Domain
- Diretto da: Nick Gomez
- Scritto da: Tony Phelan e Joan Rater

### Trama
- Special guest star: Melora Walters (Grace)
- Guest star: Abby Brammell (Darlene Prufrock), Michael Cudlitz (Agente Smith), Steven Culp (uomo elegante), Kevin Dunn (Mitch Mann), Alexondra Lee (Delilah), Conchata Ferrell (Martha), Tom Gallop (uomo elegante), Larry Poindexter (uomo elegante), Jacob Smith (Jim da bambino), Rick Worthy (Jamison Jones), Michael Cavanaugh (invalido), David Carey Foster (uomo elegante), Gary Grossman (Ira Glassman), Scott Bryce (annunciatore TV), Josh Todd (Job), Tom Towles (BRB), Mary Stein (Myrna), Raymond J. Barry (Dwight Sloman), Liz Vassey (Dawn Mitchell).
- Ascolti USA: telespettatori 1 300 000 – rating/share 18-49 anni 3%[9]